# Knoten Spittal/Millstätter See
Der Knoten Spittal/Millstätter See an der Tauern Autobahn liegt im Gemeindegebiet Seeboden im Ortsteil Lieserhofen. 

## Verkehr

### Verkehrsaufkommen
Laut Verkehrsstatistik der ASFINAG frequentieren im August 2018 der Knoten Spittal/Millstätter See wochentags im Durchschnitt täglich insgesamt rund 22.000 Kraftfahrzeuge; freitags und samstags lag der Tagesschnitt bei 27.000 bzw. 39.000 Kfz. An Sonn- und Feiertagen waren es rund 26.000 Fahrzeuge. Richtung Norden war das Verkehrsaufkommen etwas höher als in die Gegenrichtung.

### Verbindungen
Bei dem Knoten Spittal/Millstätter See mündet der Zubringer in die Drautal Bundesstraße (B100) Richtung Lienz, eine kärntnerische Landesstraße, auf der man nach kurzem Weg die Gemeinde Lendorf erreicht. In die andere Richtung bildet der Zubringer eine Einmündung in die Millstätter Bundesstraße (B98). Von dem Knoten gelangt man Richtung Osten in die Gemeinde Seeboden am Millstätter See und Zentrum der Bezirkshauptstadt Spittal an der Drau.